# Хаузах
Хаузах (нем. Hausach) — город в Германии, в земле Баден-Вюртемберг. 
Подчинён административному округу Фрайбург. Входит в состав района Ортенау.  Население составляет 5870 человек (на 31 декабря 2010 года). Занимает площадь 36,07 км². Официальный код  —  08 3 17 041.

## Известные уроженцы
- Рейсс, Рудольф Арчибальд (1875—1929) — швейцарский криминалист и судебный эксперт.